# Aculops arianus
Aculops arianus är en spindeldjursart som först beskrevs av Alfred Nalepa 1893.  Aculops arianus ingår i släktet Aculops, och familjen Eriophyidae. Arten är reproducerande i Sverige.